# Vlagstaartijsvogel
De (gewone) vlagstaartijsvogel (Tanysiptera galatea) is endemisch voor Nieuw-Guinea en de eilanden ten westen daarvan tot aan de lijn van Weber.

## Beschrijving
De vlagstaartijsvogel is 33 tot 43 cm lang (inclusief staart). De vogel heeft een lange witte staart en is donkerblauw en zwart gekleurd op de kop en de vleugels. De rug, stuit en staart zijn wit en ook van onder is de ijsvogel helderwit. De poten en de snavel zijn rood. Er zijn 15 ondersoorten met verschillen in verenkleed zoals de vorm van de staart.

## Verspreiding en leefgebied
De vlagstaartijsvogel komt voor op het hoofdeiland Nieuw-Guinea en een groot aantal eilanden daar ten westen van tot en met de Molukken (lijn van Weber). Het is een vogel van regenwoud die zijn nest bouwt in de nesten van termieten die in bomen leven.
De soort telt 15 ondersoorten:
- T. g. emiliae: Rau (noordelijke Molukken).
- T. g. doris: Morotai (noordelijke Molukken).
- T. g. browningi: Halmahera (noordelijke Molukken).
- T. g. brunhildae: Doi (noordelijke Molukken).
- T. g. margarethae: Batjan (noordelijke Molukken).
- T. g. sabrina: Kayoa (noordelijke Molukken).
- T. g. obiensis: Bisa, Obi Latu en Obi (noordelijke Molukken).
- T. g. acis: Buru-eilanden (zuidelijke Molukken).
- T. g. boanensis: Boano (zuidelijke Molukken).
- T. g. nais: Manipa, Ambon, Ceram, Manawoka en Gorong (zuidelijke Molukken).
- T. g. galatea: noordwestelijk Nieuw-Guinea en westelijk Papoea-Nieuw-Guinea.
- T. g. meyeri: noordelijk Nieuw-Guinea.
- T. g. minor: zuidelijk Nieuw-Guinea.
- T. g. vulcani: Manam (nabij noordoostelijk Nieuw-Guinea).
- T. g. rosseliana: Rossel (oostelijke Louisiaden).

## Status
De vlagstaartijsvogel heeft een zeer groot verspreidingsgebied en daardoor is de kans op uitsterven klein. De vogel is in geschikt habitat nog algemeen; de grootte van de populatie is niet gekwantificeerd. Het leefgebied wordt bedreigd door houtkap en de omzetting van ongerept bos in land voor agrarisch gebruik, daardoor neemt de vlagstaartijsvogel in aantal af. Echter, het tempo van afname ligt onder de 30% in tien jaar (minder dan 3,5% per jaar). Om deze redenen staat deze vlagstaartijsvogel als niet bedreigd op de Rode Lijst van de IUCN.